# Fornalutx
Fornalutx és una vila i municipi de la Serra de Tramuntana que limita amb els municipis de Sóller i Escorca. Està situat a la vall de Sóller, entre aquest nucli urbà i el massís del Puig Major. Té una sortida al mar, a la desembocadura del Torrent de na Mora i Cala Ferrera o port de Fornalutx.

## Etimologia
L'origen toponímic de Fornalutx està vinculat a l'àrab. La documentació antiga mostra variants com Fornelug (1270) i Fornaluchy (Repartiment de Mallorca segons l'arxiver Josep Maria Quadrado). L'origen etimològic del nom prové de l'àrab fum al-lugg, que significa 'forn de la ribera'.

## Població
| Entitat de població | Habitants (2024) |
| Fornalutx           | 716              |
| Font: INE           |                  |

Fornalutx va assolir el seu màxim poblacional a finals del segle xix, amb 1.178 habitants el 1877, però a partir d'aleshores va experimentar un descens progressiu possiblement a causa de l'emigració, especialment cap a Palma i altres zones de Mallorca. La població va disminuir notablement durant el segle xx, passant de 907 habitants el 1900 a 505 el 1981, el punt més baix registrat. A partir dels anys 90, la tendència es va estabilitzar amb una lleugera recuperació, arribant als 695 habitants el 2001 i mantenint-se entorn dels 681 el 2021. Aquest augment es podria atribuir a l'arribada de nous residents i a un cert retorn de població.
Els primers llinatges més comuns de Fornalutx són Busquets, Mayol, Vicens, Barceló, Rullán, Reynés i Sastre.

## Geografia
Situat a uns 140 metres sobre el nivell del mar, Fornalutx es troba en ple cor de la Serra de Tramuntana. El terme municipal té 19,5 km² i s'estén per la vall de Sóller fins als vessants del massís del Puig Major (1.436 m, el cim més alt de Mallorca). El municipi s’'allarga també cap al nord fins a la costa, a la desembocadura del torrent de na Mora, que li dona una petita sortida al mar.
El relleu és molt muntanyós, format per cingles i vessants esglaonats amb marjades on es cultiven oliveres i tarongers. El clima és mediterrani de muntanya, amb estius calorosos i secs i hiverns suaus i relativament plujosos, gràcies a l'efecte orogràfic de la serra.

## Història
Els orígens de Fornalutx es remunten a l'època islàmica de Mallorca (segles x-xiii), quan existia en aquest indret una petita alqueria dedicat a l'explotació agrícola. Després de la conquesta catalana de 1229, durant el Repartiment, li va correspondre a Gastó de Montcada, vescomte de Bearn.
Durant segles, Fornalutx va estar estretament lligat al proper poble de Sóller, formant part del seu municipi i compartint la mateixa administració local. No va ser fins al segle xix que Fornalutx aconseguí constituir-se en municipi independent; per primera vegada el 1812, sota l'impuls de la Constitució de Cadis. El primer batle del nou municipi de Fornalutx fou Antoni Mayol Arbona «Xoroi», de la nissaga dels Mallols de Bàlitx. Fornalutx s'independitzà de manera definitiva el 1837, any en què es reconegué el seu ajuntament propi de forma permanent. A partir d’aleshores, el poble ha tingut govern municipal i entitat jurídica pròpia.
Al llarg dels segles xix i xx, Fornalutx es va mantenir com un petit poble rural de muntanya, amb una evolució històrica tranquil·la i paral·lela a la de Sóller. Els grans canvis modernitzadors arribaren de manera progressiva: el telègraf s'instal·là l’any 1915, l'enllumenat elèctric el 1916, i el 1926 es va inaugurar la carretera que uneix Fornalutx amb Sóller, fet que configurà l'actual plaça principal del poble.
Ja en la segona meitat del segle xx, amb l'auge del turisme a Mallorca, Fornalutx començà a rebre l'atenció de visitants i residents estrangers, fet que marcà l'inici de la seva transformació econòmica. L'esforç dels veïns per mantenir l'aspecte tradicional del municipi ha estat reconegut amb diversos guardons: el 1983 li atorgaren la Placa de Plata del Foment del Turisme de Mallorca i el II Premi Nacional de Pobles Embellits i Mantinguts d’Espanya, i el 1995 va rebre el Premi Alzina del GOB per la defensa del medi ambient.

## Economia
Tradicionalment, l'economia de Fornalutx es basava en l'agricultura de secà i la petita producció artesanal. La vall de Sóller és fèrtil en cítrics i oliveres, i durant segles els habitants de Fornalutx han conreat tarongers, llimoners i sobretot oliveres en marjades esglaonades als costers de la muntanya. L'oli d'oliva i altres productes agraris s'intercanviaven o venien principalment a Sóller, on la població acudia per accedir a mercats i serveis, ja que Fornalutx no disposava de indústria ni comerços importants fins ben entrat el segle xx.
A partir de la dècada de 1970, amb l'auge del turisme a Mallorca, Fornalutx va iniciar una reconversió econòmica orientada als serveis turístics. Gràcies al seu entorn natural, el poble es transformà en una destinació de turisme rural i cultural. Avui dia, l'hostaleria (hotels rurals, agroturismes) i la restauració (bars i restaurants) són activitats destacades. S'han rehabilitat nombroses cases antigues com a allotjaments de vacances, fet que ha comportat un increment de les segones residències i habitatges de lloguer turístic – es calcula aproximadament un allotjament turístic per cada set habitants.

## Patrimoni

### Patrimoni arquitectònic

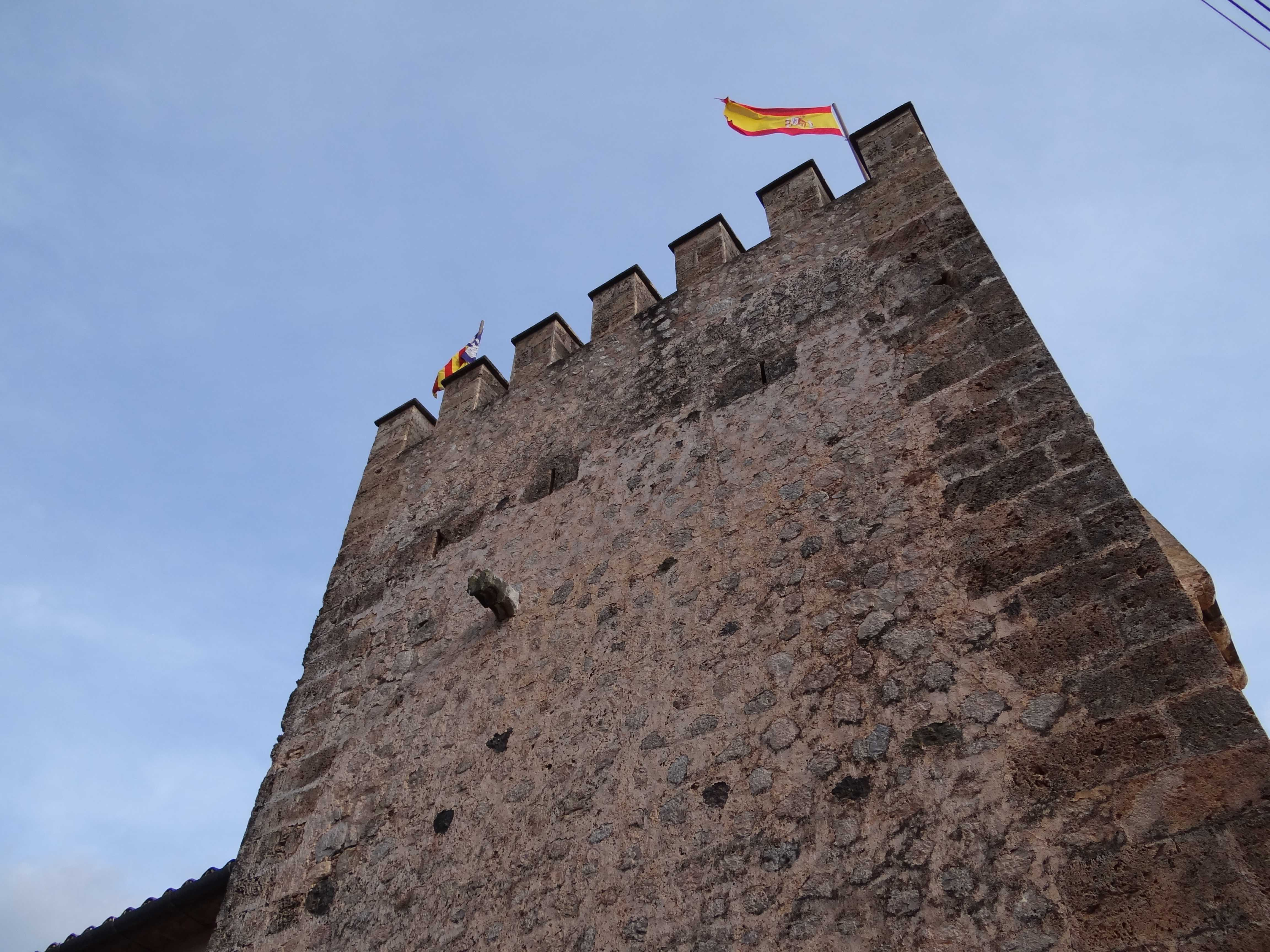
Torre de defensa a l'antic ajuntament de Fornalutx

El nucli urbà de Fornalutx destaca per la seva arquitectura tradicional mallorquina, molt ben preservada. Els carrers són estrets, sovint enfortits amb empedrats i trams d'escales, i flanquejats per cases de pedra. Moltes presenten la pedra vista i estan adornades amb tests i plantes ornamentals. Les finestres de les cases solen tenir persianes mallorquines de color verd i detalls arquitectònics tradicionals. En conjunt, el poble manté l'aspecte d'una localitat rural de muntanya de segles enrere, fet que li atorga un alt valor patrimonial.
Entre els edificis emblemàtics de Fornalutx destaca el que fou la seu de l'ajuntament fins a l'any 2014, situat en un antic casal amb torre de defensa del segle xvii. Dins el poble també s'hi troben els rentadors, a tocar de la casa consistorial, on antigament els veïns anaven a rentar la roba aprofitant l'aigua canalitzada.

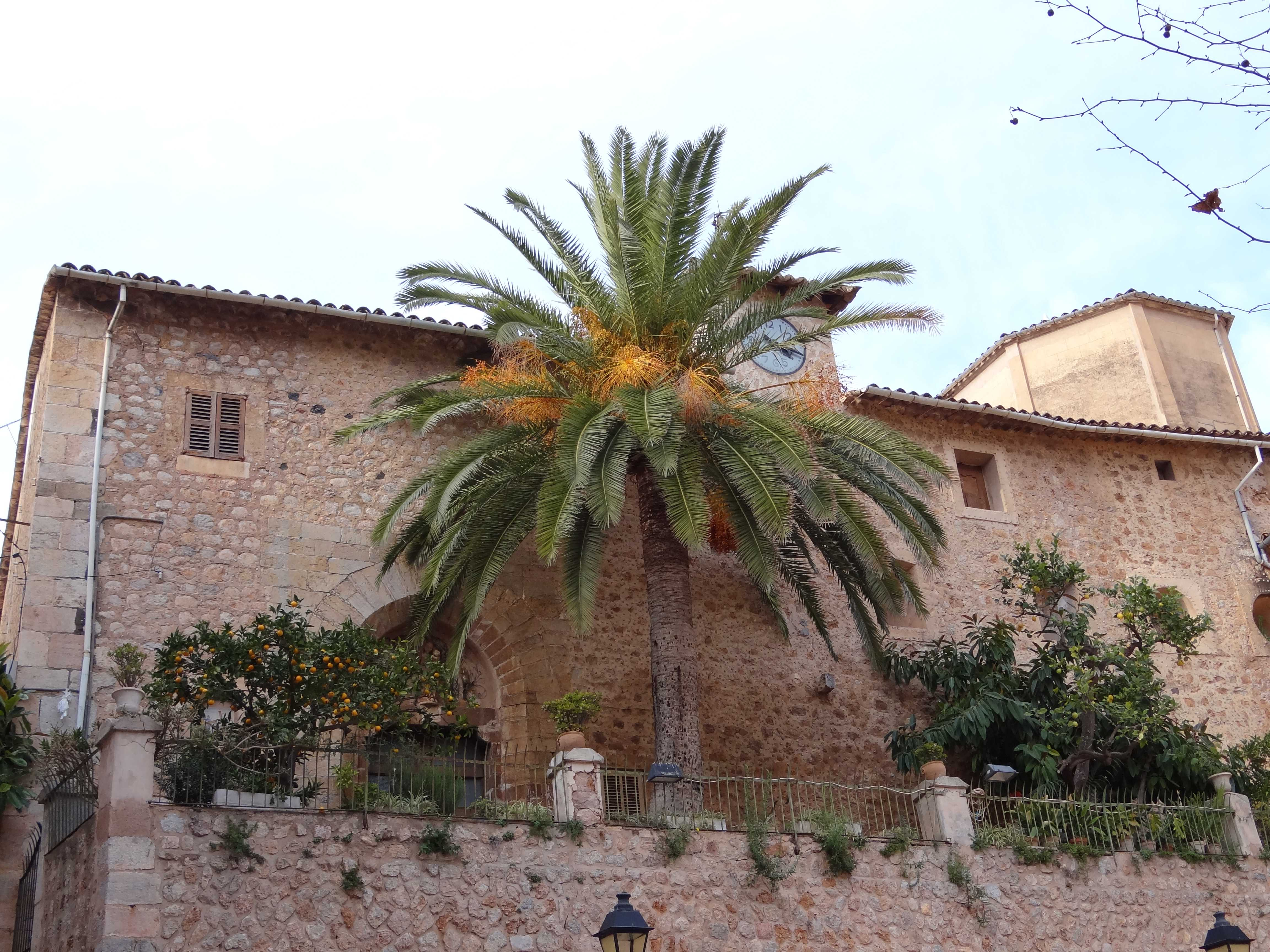
Església de la Nativitat de Fornalutx

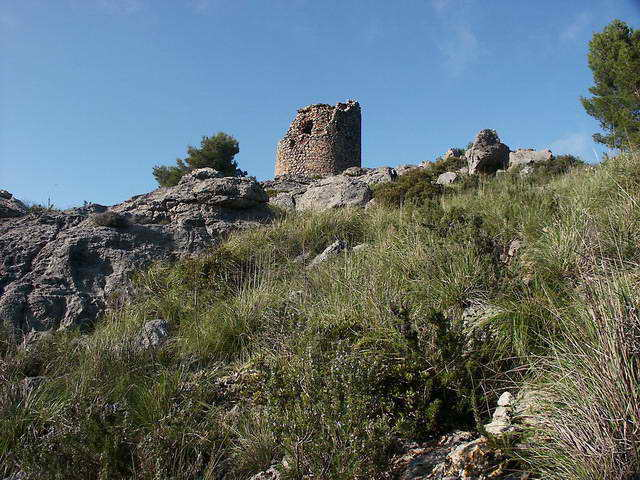
Torre de Na Seca

L'església de Fornalutx té els seus orígens entre els segles xiii i xiv, amb reformes i ampliacions successives fins al segle xvii, quan es construí el temple actual (1613-1621). Destaca per les seves capelles, com la del Roser, amb un retaule barroc, i la del Sant Crist de les Ànimes, amb una imatge del segle xvi. L'altar major, d'estil barroc, acull diverses imatges religioses i un sagrari expositor giratori. L'orgue, documentat des de 1584 i restaurat el 1971 per Gerhard Grenzing, és una peça de gran valor històric i possiblement un dels més antics de Mallorca.
La Torre de na Seca, construïda entre 1582 i 1584, és una antiga torre de vigilància situada a 514 metres d'altitud. Formava part del sistema defensiu costaner ideat al segle xvi per protegir l'illa dels atacs pirates. Connectada visualment amb altres torres com la Torre Picada al Port de Sóller i la Torre des Forat a Cala Tuent, permetia alertar la població.
Fora del nucli, el terme municipal inclou possessions històriques com Bàlitx, Binibassí, Moncaira i Monnàber.

### Patrimoni natural
Fornalutx forma part de la serra de Tramuntana, que ha estat declarada Patrimoni de la Humanitat per la UNESCO en la categoria de Paisatge Cultural el 29 de juny de 2011. Aquest reconeixement internacional ressalta la combinació harmoniosa entre la natura de la serra i l’acció humana tradicional (sistema de marjades, canals d’aigua, arquitectura de pedra en sec, etc.) que caracteritza pobles com Fornalutx i el seu entorn.
També en l'àmbit de distincions, Fornalutx és promocionat com un dels pobles amb més encant de Mallorca. A banda dels premis turístics rebuts, s’ha integrat en l’Associació dels pobles més bells d'Espanya, iniciativa que agrupa municipis d'especial atractiu patrimonial. Fornalutx va ser el primer poble de les Illes Balears a ser inclòs en aquesta llista l'any 2017. Actualment comparteix aquesta distinció amb altres localitats mallorquines com Pollença i Alcúdia.
D’altra banda, Fornalutx destaca com a destinació per a activitats de turisme actiu en plena natura. La seva ubicació dins la ruta de gran recorregut GR-221 (Ruta de Pedra en Sec) – que travessa la Serra de Tramuntana de cap a cap – la converteix en punt de pas apreciat per excursionistes i cicloturistes. Des del poble es poden emprendre excursions, com la volta pels antics llogarets de Binibassí i Biniaraix o l'ascens a algun dels cims propers de la serra d'Alfàbia o els Cornadors.

## Cultura
El poble acull iniciatives per preservar el seu patrimoni etnològic: destaca el Museu de Can Xoroi, un museu municipal inaugurat el 2009 i dedicat a la història local. Està ubicat en una antiga tafona  restaurada i mostra eines del camp, fotografies antigues, una col·lecció de teules pintades, pròpies de Sóller i Fornalutx, i altres objectes etnogràfics de Fornalutx i la serra de Tramuntana.
Per sant Antoni Abat (gener) es fan beneïdes d'animals i altres actes, i durant l'any hi ha celebracions religioses i populars vinculades al calendari festiu mallorquí. Fornalutx també ha inspirat escriptors i viatgers: a la dècada de 1920 l'aristòcrata anglesa Lady Sheppard va residir un temps al poble i va descriure l'experiència al seu llibre A Cottage in Majorca (1932), on elogiava els carrers empedrats i l'ambient de «racó oblidat de l'edat mitjana» que hi va trobar.

## Administració i política

### Composició de la Corporació Municipal
| Eleccions municipals de 28 de maig de 2023 - Fornalutx                                          |                                        |                                     |                                     |      |          |          |
| Candidatura                                                                                     | Candidatura                            | Candidatura                         | Cap de llista                       | Vots | Vots     | Regidors |
|                                                                                                 | Independents Fornalutx                 |                                     | Francisco Marroig Arbona            | 276  | 62,16%   | 5        |
|                                                                                                 | Partit Popular                         |                                     | Antonio Andreu Busquets             | 136  | 30,63%   | 2        |
|                                                                                                 | Partit Socialista de les Illes Balears |                                     | Francisco Bartolomé Martí Mayol     | 32   | 7,21%    | 0        |
|                                                                                                 | Vots en blanc                          |                                     |                                     | 3    | 0,67%    |          |
| Total vots vàlids i regidors                                                                    | Total vots vàlids i regidors           | Total vots vàlids i regidors        | Total vots vàlids i regidors        | 447  | 100 %    | 7        |
|                                                                                                 | Vots nuls                              | Vots nuls                           | Vots nuls                           | 1    | 0,22%    |          |
| Participació (vots vàlids més nuls)                                                             | Participació (vots vàlids més nuls)    | Participació (vots vàlids més nuls) | Participació (vots vàlids més nuls) | 448  | 89,24%** |          |
| Abstenció                                                                                       | Abstenció                              | Abstenció                           | Abstenció                           | 54*  | 10,76%** |          |
| Total cens electoral                                                                            | Total cens electoral                   | Total cens electoral                | Total cens electoral                | 502* | 100 %**  |          |
| Batle: Francisco Marroig Arbona (17 juny 2023) Per majoria absoluta dels vots dels regidors     |                                        |                                     |                                     |      |          |          |
| Fonts: Infoelectoral (* No són vots sinó electors. ** Percentatge respecte del cens electoral.) |                                        |                                     |                                     |      |          |          |

## Festes populars

### Sa Patrona
El 8 de setembre, conegut com el Dia de Sa Patrona, Fornalutx celebra la festivitat de la Nativitat de la Mare de Déu. Les celebracions comencen dos o tres dies abans, quan el jovent espera tota la nit l'arribada d'un bou a les 8:00 del matí, en un esdeveniment conegut com la Baixada del Bou.
Anys enrere el bou era alliberat a l'Alqueria, a la part alta del poble, i un grup de joves el guiava amb cordes fins a la plaça. Allà, una jove vestida de pagesa coronava l'animal amb una corona de llorer. Després, el bou recorria els carrers del poble fins que es feia una pausa per berenar. Posteriorment, era sacrificat i la seva carn es repartia entre els membres del Patronat. Però des de 2017 l'esdeveniment no acaba amb la mort de l'animal i aquest és passejat fermat pels carrer del poble. Fornalutx és l'únic poble de Mallorca on encara es manté aquesta tradició.
Fins a gairebé principis dels anys setanta, la vigília del Dia de Sa Patrona es cantaven completes solemnes a l'església. El dia de la festivitat, al capvespre, se celebraven vespres solemnes seguits d'una processó amb una relíquia de la Mare de Déu.
L'acte d'homenatge a la vellesa es va introduir a finals dels anys cinquanta. Durant la dècada dels seixanta, les revetlles generaven controvèrsies entre el rector de la parròquia i l'ajuntament, ja que el primer les considerava moralment qüestionables.

### Festivitats de Sant Antoni i Sant Sebastià
La celebració de Sant Antoni s'iniciava amb una novena preparatòria. La vigília del sant, es cantaven completes solemnes a l'església. El dia de la festa, abans de la Missa Major (coneguda com l'ofici), es resava l'hora terça. Un sacerdot convidat oficiava l'homilia, i l'eucaristia era de missa de tres amb altar fumat. Després de l'ofici, el rector beneïa els animals, i es realitzaven corregudes amb ells. Al capvespre, es cantaven vespres i es feia una processó amb la imatge del sant.
Actualment, Sant Antoni se celebra el diumenge més proper al 17 de gener. S'han mantingut les beneïdes i les corregudes, però les completes, vespres, processons i la missa de tres amb altar fumat han quedat en el record. A començament del segle xx, arribà a Fornalutx i a tota la vall de Sóller el costum dels focs de Sant Antoni, procedent de pobles del Pla de Mallorca.
El 20 de gener, Fornalutx honorava Sant Sebastià, agraint-li la seva protecció durant epidèmies, com la grip de 1918. L'eucaristia era gairebé tan solemne com la de Sant Antoni, i la processó del capvespre amb la imatge i la relíquia del sant era una de les tres més llargues, juntament amb les de Dijous Sant i Corpus Christi.

## Personalitats il·lustres
- Joan Albertí i Arbona «Pardalet» (1850-1916) – Sacerdot, compositor i organista. Va ser declarat Fill Il·lustre de Fornalutx l'any 1947.
- Maria Arbona Mir (1756-1825) i la seva filla Maria Ferrer Arbona (1777-1865) – Cofundadores del primer Col·legi de la Puresa a Palma, juntament amb el bisbe Bernat Nadal i Crespí. El 3 de setembre de 2010, foren proclamades Filles Il·lustres de Fornalutx a títol pòstum.
- Joan Borràs «Mama» – Herbolari. Esmentat per Josep Quer a Flora Española, se'l considera un dels col·laboradors de Bonaventura Serra en la redacció de Flora Baleárica i possible acompanyant del botànic francès Antoine Richard en les seves expedicions per Mallorca.[20]
- Jaume Antoni Mayol Busquets (Fornalutx, 1856 - Sóller, 1935) – Metge de Sanitat Marítima del Port de Sóller i Metge Titular de Fornalutx i de Sóller. Va fundar, juntament amb el mestre Amador Torrens Calafat, la societat de socors mutus Unión Fornalugense.[21]
- Bernadí Solivellas Arbona (Fornalutx, 1865 - Sant Joan, 1942) – Metge i cirurgià. Va col·laborar en diverses revistes mèdiques de Catalunya i Balears i va ser president del Col·legi de Metges de Balears durant la dècada de 1920.[22]
- Josep Arbona Busquets «Cabana» (1887-1992) – Polític. Va ser batle de Fornalutx per la Unió de Dretes en dues etapes (1934-1936 i 1947-1954).[23] També va exercir com a fiscal del Jutjat de pau i va promoure els homenatges a la vellesa al municipi.[24]

### Fills adoptius
Diverses persones vinculades al municipi han estat declarades oficialment Fills adoptius en reconeixement de la seva contribució al poble:  
- Sor Maria de la Paciència Vidal (Cas Concos – Fornalutx, 1955), germana de la Caritat i mestra de parvulari durant molts anys. Va rebre la distinció el 1947, amb motiu de les seves noces d'or com a religiosa.

- Guillem Solivellas Arbona (Lluc, 1868 – Fornalutx, 1950), sacerdot i vicari coadjutor de la parròquia de Fornalutx entre 1914 i 1938. Fill de mare fornalutxenca, era propietari de part de la finca Sa Cabana. Fou nomenat Fill adoptiu el 1947, coincidint amb els seus 50 anys de sacerdoci. En honor seu, el carrer on es troba la Casa de la Vila porta el nom de «Carrer des Vicari Solivellas».
- Antoni Caparó Busquets (Sóller, 1893 – 1973), sacerdot i ecònom de la parròquia de Fornalutx entre 1927 i 1950. Va ser declarat Fill adoptiu el 1950, any en què va deixar el càrrec per motius de salut. Entre 1950 i 1980, el carrer de l'església va portar el seu nom.
- Sor Catalina Colom Mateu (Bunyola, 1910 – La Soledat), germana de la Caritat i mestra de parvulari. Va rebre el títol el 1985, coincidint amb el seu trasllat a Palma i el tancament del convent que la seva congregació mantenia a Fornalutx.
- Pere Antoni Serra Bauzà (Sóller, 1928 – Palma, 2018), periodista i empresari del sector editorial. També Fill il·lustre de la ciutat de Sóller, va ser nomenat Fill adoptiu de Fornalutx el 2010 en reconeixement de la seva contribució a l'art i la cultura.

### Rectors i ecònoms de la parròquia de la Nativitat de la Mare de Déu
Fins a l'any 1913 l'església de Fornalutx depenia de la parròquia de Sant Bartomeu de Sóller; tenint al davant d'ella un sacerdot que portava el títol de vicari in capite. Aquesta és la llista dels vicaris vinculats a l'església de la Nativitat de la Mare de Déu de Fornalutx entre 1579 i 1913:
| - Bartomeu Rotger - Damià Arbona - Damià Colom - Antoni Cladera - Antoni Vidal - Bartomeu Coll - Jaume Contesti - Bartomeu Ripoll - Jaume Julià - Antoni Colom Ballester «Calobra» - Pere Antoni Maiol Maiol - Gabriel Busquets Bernat «Xandre» | - Antoni Maiol Socies - Jaume Maiol Frontera - Antoni Estades i Ripoll «de Moncaira». Doctor en Sagrades Escriptures. - Antoni Estades i Serra-Poquet «de Moncaira». Doctor en Sagrades Escriptures. - Jordi Vicens Bisbal «Nyegos» - Guillem Busquets Deyà «Xandre» (1860-1897) - Bartomeu Coll. Interí. Natural de Sóller. - Gregori Llinàs Rosselló. Natural de Ciutat. - Jaume Martorell Cànaves. Natural de Caimari. - Miquel Martorell Fluxà. Natural de Santa Margalida. |

El primer de juny de 1913 l'església de Fornalutx es convertí en parròquia d'entrada de la diòcesi de Mallorca. El dia 13 següent, feu l'entrada Mn. Llorenç Mas Mesquida de Campos (1881-1947) nomenat rector en propietat d'acord amb el Concordat de l'any 1856 signat entre la Santa Seu i Espanya. Els seus successors seus han estat:
- Antoni Caparó Busquets, de Sóller (1893-1973). Regent des de 1927 fins al 1935 per absència obligada del rector Mas, i ecònom des del gener de 1936 fins al 1950 per la renúncia d'aquest.
- Bartomeu Mir Cerdà, de Pollença (22 d'abril de 1927). Ecònom des de 1950 fins al 1951.
- Cristòfol Trias Serra, de Sa Cabaneta, Marratxí (1929-2003). Ecònom des de 1951 fins al 1965.
- Agustí Serra Soler, de Sa Pobla (15 de novembre de 1930). Rector (Concili Vaticà II) des de 1965 fins al 1978.
- Miquel Deyà i Deyà, de Deià (1940-2006). Rector des de 1978 fins al 2006.
- Diego León Fioravanti, de Palma (8 de maig de 1976). Administrador parroquial interí entre maig i agost de 2006.
- Ricard Janer Bonafé, missioner dels Sagrats Cors, de Biniamar (23 de desembre de 1938). Administrador parroquial des de l'agost de 2006 fins al 2013.

## Guardons
- 1983: Placa de Plata por la Defensa y Mantenimiento de la Villa (Foment de Turisme de Mallorca)
- 1983: II Premio Nacional de Pueblos Embellecidos y Mantenidos de España (Secretaria General de Turisme)
- 1995: Premi Alzina (Grup Balear d'Ornitologia i Defensa de la Naturalesa)